# Hancock Lee Jackson
Hancock Lee Jackson, född 12 maj 1796 i Richmond, Kentucky, död 19 mars 1876 i Salem, Oregon, var en amerikansk demokratisk politiker. Han var Missouris guvernör från 27 februari till 22 oktober 1857.
Jackson deltog i mexikansk–amerikanska kriget som kapten i USA:s armé.
Jackson efterträdde 1857 Trusten Polk som guvernör och efterträddes senare samma år av Robert Marcellus Stewart. Jackson hade tillträtt guvernörsämbetet i egenskap av Polks viceguvernör och återgick sedan till viceguvernörsämbetet som han innehade fram till år 1861.
Jackson avled 1876 i Oregon och gravsattes på Pioneer Cemetery i Salem.